# ジョン・パート
ジョン・パート（John Part、1966年6月29日 - ）は、カナダのダーツプレイヤー。
1994年のBDOワールド・ダーツ・チャンピオンシップにおいて、ヨーロッパ以外出身の選手としては初めてワールド・チャンピオンとなった。
1997年にPDCに移籍すると、当時圧倒的な強さを誇り、ほとんど敵無しであったフィル・テイラーのライバルとして数々の名勝負を繰り広げた。
彼は2003年及び2008年のPDCワールド・ダーツ・チャンピオンシップで優勝し、3つの異なる会場 (レイクサイド・カントリー・クラブ, サーカス・タバーン, アレクサンドラ・パレス) でワールド・チャンピオンになった初の選手となった。
2006年のラスベガス・デザート・クラシックでもチャンピオンとなった彼は2023年現在までで、統計的に見て最も成功した北米出身のダーツプレイヤーである。

## 来歴
1987年からダーツをプレーし始めたパートは、1991年のシラキュース・オープンで優勝した後、プロに転向した。PDC (当時WDC) がBDOから分離してから最初のBDOワールド・ダーツ・チャンピオンシップは1994年に行われたが、パートはこの大会への参加資格を獲得し、当時ほとんど無名であったにも関わらず優勝を果たした。決勝ではベテランのボビー・ジョージを6-0 (セット) で下した。この大会を通じて1セットしか落とさなかったパートはしかし、この後の主要なトーナメントでは思うような結果を残せなかった。1995～97年のBDOワールド・ダーツ・チャンピオンシップではいずれの年も第2ラウンドを越えて進むことはできず、ワールド・マスターズでも最高成績は1995, 97年のラスト16で、1993年から97年までの5回の出場で1度もベスト8以上に到達できなかった。
1997年の途中にPDCに移籍してからもしばらくは主要トーナメントでの早期敗退が続いたが、ランキングは着実に上がっていった。第6シードとして臨んだ2000年のPDCワールド・ダーツ・チャンピオンシップでは初戦でジョン・フェレルを破り大会初勝利を挙げたが、次戦のラスト16でデニス・スミスに0-3 (セット) で敗退した。パートのPDCにおける躍進はこの年から始まったと言ってよく、同年のイーストボーン・オープンで優勝し、ワールド・グランプリでは準々決勝に進出した。翌年のワールド・チャンピオンシップでは躍進し、コリン・ロイド、デニス・スミス、アラン・ウォリナー＝リトルを立て続けに破ると、準決勝では第6シードのロッド・ハリントンをフルセットの末6-5 (セット) で撃破し、決勝に到達した。ここでパートの前に立ちはだかったのがフィル・テイラーであり、3ダーツ平均107.46、チェックアウト率72.4%という前代未聞のスタッツで、7-0 (セット) でパートを粉砕した。この試合を通じてパートは3レッグしか取得できず、試合後には「特別なパフォーマンスで、非現実的だった」とテイラーについて述べている。
パートはテイラーに対する圧倒的な大敗にも関わらず、2001年のワールド・マッチプレイ及びワールド・グランプリで準々決勝に達し、翌年のワールド・チャンピオンシップには第7シードとして臨んだ。ミック・マニング、スティーブ・ビートンを下して勝ち進んだが、準々決勝で再びテイラーの餌食となった。今度もパートは1セットも取れず、0-6 (セット) で完封負けを喫した。しかしパートは2002年シーズンを終始素晴らしい状態で戦い、マイナータイトルを数多く獲得しただけでなく、ワールド・マッチプレイでは決勝でテイラーをあと一歩のところまで追い詰めた(結果は16-18 [レッグ] での敗戦)。 ワールド・グランプリでも3-7 (セット) でテイラーに敗れるまでに決勝まで進出したパートは世界ランキングでテイラーに次ぐ2位となり、テイラーのライバルとしての地位を確立したのである。
2003年のワールド・チャンピオンシップでパートは順調に勝ち上がり、準々決勝ではクリス・メイソンに5-0 (セット) 、準決勝ではケビン・ペインターに6-4で勝利して再びテイラーと相まみえた。パートは3-0から4-1でリードをとり主導権を握ったが、ここからテイラーが反撃し4セットを連取して4-5となった。ここでパートが奮起し2セットを続けて取って6-5とし優勝まであと一歩と迫るが、第12セットはテイラーが奪った。パートは最終第13セットを3-1 (レッグ) で奪い、テイラーのサーカス・タバーンでの連勝を44で止め、また大会連覇を8で止め、ワールド・チャンピオンとなった。この勝利によりパートは、テイラーを抑えて世界ランク1位の座についた。
パートとテイラーの覇権争いは激しさを増していき、2003年のラスベガス・デザート・クラシックでは準決勝で両者は激突し、パートが13-10 (レッグ) で勝利した。決勝ではピーター・マンリーに12-16で敗れた。同年のワールド・マッチプレイはテイラーが制し、ワールド・グランプリでは両者は決勝で相まみえた。この対戦ではパートは2-7 (セット) で敗れ、この時点でテイラーは世界ランク1位の座を奪還している。2004年のワールド・チャンピオンシップで第3ラウンドにてマーク・ダッドブリッジに3-4 (セット) で敗北しタイトルを失った後、パートは再びテイラーを破った。UKオープンの準々決勝のことだった。パートは決勝まで進むも、オランダのローランド・ショルテンに6-11 (レッグ) で敗れタイトル奪取とはならなかった。同年のワールド・マッチプレイの準決勝では、テイラーがパートに雪辱し、17-8 (レッグ) で完勝した。ラスベガス・デザート・クラシックでもベスト4入りしたパートは第4シードとして2005年のワールド・チャンピオンシップに参戦するが、第4ラウンドで再びマーク・ダッドブリッジに敗れた。同年のUKオープンの第6ラウンドでパートとテイラーは再び火花を散らし、最終第21レッグまでもつれこんだが、11-10 (レッグ) でテイラーに軍配が上がった。しかしパートはテイラーに対する最強の挑戦者であることをワールド・マッチプレイにおいて示した。パートの準々決勝でのテイラーとの対戦は7-7から11-11までもつれた後、パートは5レッグを連続して奪い、16-11 (レッグ) でマッチプレイにおけるテイラーの連勝を27、大会連覇を5でストップした。
翌2006年シーズンをパートはワールド・チャンピオンシップの第3ラウンドでのウェイン・マードルによる2-4 (セット) での敗北で開始したが、主要なトーナメントで思うような結果を残せなかった。この時点ではすでにパートのランキング低下やレイモンド・ファン・バルネフェルトのPDCへの参戦もあり、パートはテイラーのライバルとはあまり見なされなくなった。しかし、同年のラスベガス・デザート・クラシックでは決勝でバルネフェルトを6-3 (セット) で下し、2個目のPDCメジャータイトルを獲得した。第18シードとなり挑んだ2007年のワールド・チャンピオンシップでは、第2ラウンドでクリス・メイソン相手に苦汁を飲んだ。同年のUKオープンでは第5ラウンド、ワールド・マッチプレイでは第2ラウンドでそれぞれ敗退したが、2007年シーズンの後半にかけて調子を取り戻し、ワールド・グランプリではベスト4、初開催のグランドスラム・オブ・ダーツではテイラーに敗れるまでにベスト8に残った。
2008年のワールド・チャンピオンシップでは、優勝候補であり、2強と見なされていたテイラーとバルネフェルトが共に準決勝までに敗退する中、パートは本来の実力を発揮し、準々決勝で第3シードのジェームズ・ウェイドを5-4 (セット) で撃破した。準決勝ではベテランのケビン・ペインターに6-2で勝利し、決勝で相対したのは弱冠21歳のカーク・シェパードであった。シェパードはこの大会で数々の番狂わせを起こしてきたが、決勝ではそれは繰り返されず、パートが終始落ち着いたプレーで試合を主導し、7-2で3度目のワールド・タイトルを手にした。パートはこの勝利により、エリック・ブリストウ、ジョン・ロウ、フィル・テイラー、レイモンド・ファン・バルネフェルトに次ぎ、世界選手権で3度優勝した5人目のプレイヤーとなった。パートの世界ランキングは4位まで上昇したが、その後の成績は振るわず、ワールド・グランプリで準々決勝に残った他は主要トーナメントの早期ラウンドでの敗退が続いた。2009年のワールド・チャンピオンシップは第4シードだったものの、初戦でアメリカのビル・デイビスにまさかの敗北を喫した。同年のラスベガス・デザート・クラシックでは準決勝でテイラーとぶつかったが、今度は11-1 (レッグ) でテイラーがパートを一蹴した。この年、同大会の他は早期敗退が続き、一連のトーナメントの結果、パートのランキングは大幅に下降していくのである。
2010年のワールド・チャンピオンシップでは第2ラウンドにおいて、カーク・シェパードに1-4 (セット) で敗れた。UKオープンは初戦である第3ラウンドでマーク・ウォルシュに撃破された。パートはこの年の一連のメジャートーナメントに出場できなかったが、翌2011年にはやや調子を取り戻した。ワールド・チャンピオンシップこそ第1ラウンド敗退だったが、プレイヤーズ・チャンピオンシップのタイトルを3個獲得し、これによって再びメジャートーナメントへの参戦が可能となった。ワールド・マッチプレイの初戦でパートは快挙を達成した。マーク・ウェブスターとの対戦の第11レッグにおいて、ナイン=ダート・フィニッシュを達成したのである。パートはこれにより、賞金10,000£を手にした (試合は8-10で敗戦) 。ワールド・グランプリの初戦では当時のワールド・チャンピオンであるエイドリアン・ルイス相手に一歩も引かず、2-1 (セット) で勝利を収めたが、次戦でブレンダン・ドーランに敗れた。同年のグランドスラム・オブ・ダーツではグループステージを突破し、ラスト16で再びエイドリアン・ルイス相手に善戦するも、今度は8-10 (レッグ) で敗れた。
パートは再び世界選手権の舞台で躍動し、2012年のワールド・チャンピオンシップで準々決勝まで勝ち進むと、第3シードのジェームズ・ウェイドと凄まじい激戦を繰り広げた。下馬評ではウェイドの圧倒的有利だったが、1-3 (セット) からパートが反撃し、試合は最終第9セットに突入した。このセットで両者は10レッグを分け合い、サドンデスレッグが必要な段階となったが、最後にはウェイドが制した。試合後にパートは、「これまで負けた中で最高の試合だった」と語っている。パートは同年のグランドスラム・オブ・ダーツでグループステージを突破し、ブレンダン・ドーランを破って準々決勝に進むが、アンディ・ハミルトンに12-16 (レッグ) で敗れた。2013年のワールド・チャンピオンシップは第2ラウンドでテリー・ジェンキンスに1-4 (セット) で敗れた。同年3月に行われたUKマスターズでパートは成功し、ゲイリー・アンダーソン、サイモン・ウィットロック、エイドリアン・ルイス等を破って勝ち進むと、決勝ではスチュアート・ケレットに6-4 (レッグ) で勝利して、初のヨーロピアンツアータイトル及び賞金20,000£を得た。これによりパートは一連のメジャートーナメントへの出場権を獲得したが、そこでは初戦敗退が続いた。同年のPDCワールドカップ・オブ・ダーツではジェフ・スミスと共にカナダを代表し、グループステージを突破するが、ラスト16で強豪ウェールズに敗れた。
パートは2014～15年シーズンにかけ、メジャー大会はワールド・チャンピオンシップとUKオープンにのみ出場したが、いずれも早期敗退であった。2016年のワールド・チャンピオンシップは出場資格を得られず、BDO、PDCの両団体を通じた世界選手権への連続出場記録は22回でストップした。同年のワールド・カップ・オブ・ダーツではケン・マクニールと共にカナダを初のベスト8に導いた。その過程には、第5シードのウェールズに対する勝利も含まれていた。パートは翌年、長年の功績とコメンテーター、及び評論家としての活躍、キャリアを通じた紳士的な行動が認められ、14人目のPDC殿堂者となった。パートは2018年のUKオープンにおいて、2012年のグランドスラム・オブ・ダーツ以来となるメジャートーナメントの準々決勝に進出した。同年のワールド・カップ・オブ・ダーツは第2ラウンドにおいて日本と対戦し、パートはシングルスで浅田斉吾とフルレッグの接戦を演じたが、3-4 (レッグ) で敗れ、チームも敗退した。
パートは2022年以降、ワールド・シニア・ダーツ・ツアー (WSDT) の主催する大会に多く出場している。この年のワールド・シニア・ダーツ・マスターズでは、予選ラウンドで164チェックアウトを決めるなどしてポール・リムを相手にツアー初勝利を挙げた。次戦は宿敵、フィル・テイラーとの久しぶりの対戦であったが、0-4 (セット) で敗れた。2023年のワールド・シニア・ダーツ・チャンピオンシップには第6シードで参加した。初戦でオランダのコ・ストンプに勝利し、次戦でワールド・ダーツ・トロフィーの2016年のチャンピオンであるダリル・フィットンに敗れた。

## 戦績

### BDO世界選手権
- 8勝3敗 出場4回
- 優勝: 1回 (1994)
- 準優勝: 無し
- ベスト4: 無し
- ベスト8: 無し

### ワールド・マスターズ
- 20勝10敗 出場10回
- 優勝: 無し
- 準優勝: 無し
- ベスト4: 無し
- ベスト8: 無し

### ワールドダーツ・トロフィー
- 1勝1敗 出場1回
- 優勝: 無し
- 準優勝: 無し
- ベスト4: 無し
- ベスト8: 無し

### インターナショナル・ダーツリーグ
- 1勝2敗 出場1回
- 優勝: 無し
- 準優勝: 無し
- ベスト4: 無し
- ベスト8: 無し

### PDC世界選手権
- 29勝16敗 出場18回
- 優勝: 2回 (2003, 08)
- 準優勝: 1回 (2001)
- ベスト4: 無し
- ベスト8: 2回 (2002, 12)

### ワールドマッチプレー
- 17勝15敗 出場15回
- 優勝: 無し
- 準優勝: 2回 (2002, 05)
- ベスト4: 1回 (2004)
- ベスト8: 1回 (2001)

### ワールドグランプリ
- 18勝15敗 出場14回
- 優勝: 無し
- 準優勝: 2回 (2002 – 03)
- ベスト4: 1回 (2007)
- ベスト8: 3回 (2000 - 01, 08)

### UKオープン
- 24勝14敗 出場14回
- 優勝: 無し
- 準優勝: 1回 (2004)
- ベスト4: 無し
- ベスト8: 1回 (2018)

### ラスベガス・デザート・クラシック
- 22勝7敗 出場8回
- 優勝: 1回 (2006)
- 準優勝: 1回 (2003)
- ベスト4: 4回 (2004 - 05, 07, 09)
- ベスト8: 1回 (2002)

### プレミア・リーグ・ダーツ
- 9勝8分21敗 出場3回
- 優勝: 無し
- 準優勝: 無し
- ベスト4: 無し
- ベスト8: 無し

### グランドスラム・オブ・ダーツ
- 12勝9敗 出場5回
- 優勝: 無し
- 準優勝: 無し
- ベスト4: 無し
- ベスト8: 2回 (2007, 12)

### ヨーロピアン・チャンピオンシップ
- 0勝4敗 出場4回
- 優勝: 無し
- 準優勝: 無し
- ベスト4: 無し
- ベスト8: 無し

### プレイヤーズ・チャンピオンシップ・ファイナルズ
- 1勝3敗 出場3回
- 優勝: 無し
- 準優勝: 無し
- ベスト4: 無し
- ベスト8: 無し

### 年度別成績
| 年   | BDO | BDO  | PDC | PDC | PDC | PDC | PDC  | PDC | PDC | PDC | PDC | PDC | 年度末順位 |
| 年   | WPC | WM   | WDC | WMP | WG  | LAS | UK   | PR  | GS  | EU  | PCF | WC  | 年度末順位 |
| ---- | --- | ---- | --- | --- | --- | --- | ---- | --- | --- | --- | --- | --- | ---------- |
| 1993 | NJ  | L32  | NH  | NH  | NH  | NH  | NH   | NH  | NH  | NH  | NH  | NH  | -          |
| 1994 | W   | L32  | NJ  | NJ  | NH  | NH  | NH   | NH  | NH  | NH  | NH  | NH  | -          |
| 1995 | L16 | L16  | NJ  | NJ  | NH  | NH  | NH   | NH  | NH  | NH  | NH  | NH  | -          |
| 1996 | L16 | L128 | NJ  | NJ  | NH  | NH  | NH   | NH  | NH  | NH  | NH  | NH  | -          |
| 1997 | L16 | L16  | NJ  | L40 | NH  | NH  | NH   | NH  | NH  | NH  | NH  | NH  | -          |
| 1998 | NJ  | L64  | GS  | L32 | L16 | NH  | NH   | NH  | NH  | NH  | NH  | NH  | -          |
| 1999 | NJ  | L64  | L32 | L32 | GS  | NH  | NH   | NH  | NH  | NH  | NH  | NH  | 6          |
| 2000 | NJ  | L32  | L16 | L32 | QF  | NH  | NH   | NH  | NH  | NH  | NH  | NH  | 7          |
| 2001 | NJ  | L64  | F   | QF  | QF  | NH  | NH   | NH  | NH  | NH  | NH  | NH  | 7          |
| 2002 | NJ  | L64  | QF  | F   | F   | QF  | NH   | NH  | NH  | NH  | NH  | NH  | 2          |
| 2003 | NJ  | NJ   | W   | L16 | F   | F   | L16  | NH  | NH  | NH  | NH  | NH  | 2          |
| 2004 | NJ  | NJ   | L32 | SF  | L32 | SF  | F    | NH  | NH  | NH  | NH  | NH  | 4          |
| 2005 | NJ  | NJ   | L16 | F   | L32 | SF  | L16  | GS  | NH  | NH  | NH  | NH  | 11         |
| 2006 | NJ  | NJ   | L16 | L16 | L32 | W   | L16  | NJ  | NH  | NH  | NH  | NH  | 18         |
| 2007 | NJ  | NJ   | L32 | L16 | SF  | SF  | L32  | NJ  | QF  | NH  | NH  | NH  | 11         |
| 2008 | NJ  | NJ   | W   | L16 | QF  | L32 | L16  | GS  | L16 | L32 | NH  | NH  | 4          |
| 2009 | NJ  | NJ   | L64 | L32 | L32 | SF  | L64  | GS  | GS  | L32 | L16 | NH  | 4          |
| 2010 | NJ  | NJ   | L32 | NJ  | NJ  | NH  | L64  | NJ  | NJ  | NJ  | NJ  | QF  | 32         |
| 2011 | NJ  | NJ   | L64 | L32 | L16 | NH  | L32  | NJ  | L16 | L32 | NJ  | NH  | 27         |
| 2011 | NJ  | NJ   | L64 | L32 | L16 | NH  | L32  | NJ  | L16 | L32 | L32 | NH  | 27         |
| 2012 | NJ  | NJ   | QF  | NJ  | NJ  | NH  | L64  | NJ  | QF  | NJ  | NJ  | L16 | 24         |
| 2013 | NJ  | NJ   | L32 | L32 | L32 | NH  | L32  | NJ  | NJ  | L32 | L32 | L16 | 25         |
| 2014 | NJ  | NJ   | L32 | NJ  | NJ  | NH  | L96  | NJ  | NJ  | NJ  | NJ  | L32 | 30         |
| 2015 | NJ  | NJ   | L64 | NJ  | NJ  | NH  | L128 | NJ  | NJ  | NJ  | NJ  | L32 | 53         |
| 2016 | NJ  | NJ   | NJ  | NJ  | NJ  | NH  | NJ   | NJ  | NJ  | NJ  | NJ  | QF  | 86         |
| 2017 | NJ  | NJ   | NJ  | NJ  | NJ  | NH  | NJ   | NJ  | NJ  | NJ  | NJ  | L16 | 158        |
| 2018 | NJ  | NJ   | NJ  | NJ  | NJ  | NH  | QF   | NJ  | NJ  | NJ  | NJ  | L16 | 97         |

注: 表中のNHは不開催, NJは非参加, RRは予選ラウンド敗退, QFは準々決勝敗退, SFは準決勝敗退, Fは準優勝, Wは優勝, GSはグループステージ敗退を示す。トーナメント表記は以下の通りである。なお、年度末順位はPDCのものだけである。
WPC: BDOワールド・プロフェッショナル・ダーツ・チャンピオンシップス, WM: ワールド・マスターズ, WDC: PDCワールド・ダーツ・チャンピオンシップ, WMP: ワールド･マッチプレイ, WG: ワールド・グランプリ, LAS: ラスベガス・デザート・クラシック, UK: UKオープン, PR: プレミア・リーグ・ダーツ, GS: グランド・スラム・オブ・ダーツ, EU: ヨーロピアン・チャンピオンシップ, PCF: プレイヤーズ・チャンピオンシップ・ファイナルズ, WC: PDCワールド・カップ・オブ・ダーツ

## 世界選手権の結果

### BDO
- 1994年: 優勝 (6 - 0 ボビー・ジョージに勝利)
- 1995年: 第2ラウンド (2 - 3 ポール・ウィリアムズに敗北)
- 1996年: 第2ラウンド (0 - 3 スティーブ・ビートンに敗北)
- 1997年: 第2ラウンド (1 - 3 ロジャー・カーターに敗北)

### PDC
- 1998年: グループステージ (3 - 1 ポール・リムに勝利; 2 - 3 ピーター・エヴィソンに敗北)
- 1999年: 第1ラウンド (0 - 3 アラン・ウォリナー＝リトルに敗北)
- 2000年: 第2ラウンド (0 - 3 デニス・スミスに敗北)
- 2001年: 準優勝 (0 - 7 フィル・テイラーに敗北)
- 2002年: 準々決勝 (0 - 6 フィル・テイラーに敗北)
- 2003年: 優勝 (7 - 6 フィル・テイラーに勝利)
- 2004年: 第3ラウンド (3 - 4 マーク・ダッドブリッジに敗北)
- 2005年: 第4ラウンド (2 - 4 マーク・ダッドブリッジに敗北)
- 2006年: 第3ラウンド (2 - 4 ウェイン・マードルに敗北)
- 2007年: 第2ラウンド (2 - 4 クリス・メイソンに敗北)
- 2008年: 優勝 (7 - 2 カーク・シェパードに勝利)
- 2009年: 第1ラウンド (0 - 3 ビル・デイビスに敗北)
- 2010年: 第2ラウンド (1 - 4 カーク・シェパードに敗北)
- 2011年: 第1ラウンド (0 - 3 パー・ローセンに敗北)
- 2012年: 準々決勝 (4 - 5 ジェームズ・ウェイドに敗北)
- 2013年: 第2ラウンド (1 - 4 テリー・ジェンキンスに敗北)
- 2014年: 第2ラウンド (0 - 4 ウェズ・ニュートンに敗北)
- 2015年: 第1ラウンド (2 - 3 キーガン・ブラウンに敗北)